# Kavalga
Kavalga (en Aleut Qavalĝa) és una petita illa de les illes Delarof, un subgrup de les illes Andreanof, que formen part de les illes Aleutianes, a Alaska. Es troba al mar de Bering, entre l'illa Unalga, a l'oest, i Ogliuga, a l'oest. L'illa fa 9 km de llargada i el seu punt més alt és de 40 msnm. El 1836 el capità Fiódor Litke la documentà com a Kakhvalga i el 1852 Mikhaïl Tebenkov la documentà ja com a Kavalga.
A l'illa hi viuen marmotinis i aus marines.